# SMACS J0723.3-7327
SMACS J0723.3-7327 là một cụm thiên hà có khoảng cách thích hợp là 5,12 tỷ năm ánh sáng, trong phía nam của chòm sao Phi Ngư (RA/Dec = 110,8375, −73,4391667). Đó là một mảng bầu trời có thể nhìn thấy từ Nam bán cầu trên Trái đất và thường được Hubble và các kính thiên văn khác ghé thăm để tìm kiếm quá khứ sâu thẳm. Nó là mục tiêu của hình ảnh đủ màu đầu tiên được công bố bởi Kính viễn vọng Không gian James Webb, được chụp bằng NIRCam. Trước đây nó đã được Kính viễn vọng Không gian Hubble quan sát trong khuôn khổ Khảo sát Cụm MAssive phía Nam (SMACS), cũng như là Planck và Chandra.